# Nanomedicina
La nanomedicina è l'applicazione medica delle possibilità derivanti dalle nanotecnologie. Essa si occupa quindi di tutte quelle conoscenze e quelle tecnologie che abbiano un utilizzo medico nell'ordine di grandezza dei nanometri (1-100 nm). Lavorando a tali dimensioni la nanotecnologia altera la tradizionale distinzione tra biologia, chimica e fisica.

## Applicazioni
Le applicazioni della nanotecnologia vanno dall'uso medico dei nanomateriali, la formulazione di nuovi sistemi per la somministrazione dei farmaci (ad esempio attraverso i liposomi), ai biosensori nanotecnologici, al possibile utilizzo futuro della nanotecnologia molecolare.
Un altro attivo campo di ricerca sono le interfacce neuro-elettroniche.
La nanomedicina mira a fornire un insieme di strumenti di ricerca e di dispositivi clinicamente utili nel prossimo futuro..
Nel campo del futuribile, la nanotecnologia molecolare speculativa crede che le macchine riparatrici di cellule, potranno rivoluzionare la medicina.
In questa ottica l'applicazione tecnologica delle nanotecnologie in medicina, rappresenta un metodo di applicazione delle molecole scoperte con la genomica e con la proteomica.
Attualmente un importante problema della nanomedicina riguarda la comprensione della tossicità e dell'impatto ambientale dei nanomateriali (vedi anche Tossicità nanomateriali).

## Mercato
La nanomedicina è una grande industria, il cui fatturato è arrivato a 6,8 miliardi di dollari nel 2004, con oltre 200 compagnie e 38 prodotti nel mondo.
Nell'aprile 2006, la rivista Nature Materials stimava che fossero stati sviluppati nel mondo circa 130 tra farmaci basati sulla nanotecnologia e sistemi di distribuzione di farmaci.
Un minimo di 3,8 miliardi di dollari viene investito per lo sviluppo e la ricerca ogni anno.
In considerazione della crescita dell'industria della nanotecnologia, ci si aspetta un impatto significativo nell'economia.
Il National Nanotechnology Initiative, un programma di ricerca statunitense nel campo delle nanoscienze, si aspetta nuove applicazioni commerciali di tali tecnologie commerciali nel campo dell'industria farmaceutica che potranno includere sistemi avanzati di erogazione di farmaci, nuove terapie, ed avanzamenti nella diagnostica per immagini.

## Nanopori
I nanopori sono un substrato perforato con fori di dimensioni nanometriche. Questi pori permettono il passaggio di molecole piccole, quali ossigeno, glucosio e insulina, ma bloccano invece molecole più grosse come ad esempio le immunoglobuline. Tutto ciò potrebbe essere utile per impiantare cellule pancreatiche animali che secernono insulina, circondate da una pellicola con nanopori, per cui non verrebbero a contatto con le immunoglobuline ed il corpo non le riconoscerebbe come corpi estranei.
È possibile modificare di dimensioni i nanopori, attraverso l'utilizzo di correnti elettriche che ne modifichino la permeabilità.
Martin ha studiato una membrana composta da nanotubi in oro con un diametro interno di 1,6 nm e, come altri autori, ha modificato la permeabilità con l'applicazione di tensioni elettriche. Attualmente Martin sta studiando la possibilità di legare, all'interno dei nanotubuli, agenti capaci di riconoscere molecole quali ad esempio gli enzimi, gli anticorpi, od altre molecole come il DNA, in modo da agire come nanosensori attivi e permettere la separazione delle molecole in base alla struttura.
I nanopori sono anche dotati di una straordinaria sensibilità e velocità.

## Utilizzo in farmacologia
Le nanoparticelle hanno proprietà non usuali che possono essere sfruttate per modificare la cinetica di un farmaco.
I vantaggi teorici sono:
- un'elevata solubilità
- una maggiore durata di esposizione al farmaco
- l'esposizione del farmaco, intrappolato nella nanoparticella, nel sito bersaglio
- un maggiore indice terapeutico
- la potenzialità di sviluppare minor resistenza nell'uso cronico.

Sono stati sviluppati sistemi complessi di distribuzione dei farmaci, tra cui la possibilità di far attraversare la membrana cellulare e il citoplasma.
Si stanno studiando sistemi impiantabili di distribuzione farmacologica che, evitando picchi e code a basso dosaggio ematico, dovrebbero ridurre gli effetti collaterali.
Le nanoparticelle hanno dimostrato di essere in grado di passare la barriera emato-encefalica senza difficoltà e quindi di fungere da carrier per farmaci (drugcarrier) sia idrofobici che idrofili. In questi casi sono chiamati nanocarrier, poiché si tratta di particelle nella scala dei nanometri in grado di svolgere la funzione di carrier. La forza di un sistema di assorbimento o distribuzione di farmaci è la sua capacità di alterare la farmacocinetica dei farmaci.

### Vantaggi dell'utilizzo della nanotecnologia nella farmacologia

#### Migliorare la distribuzione farmacocinetica
Si potrebbe forzare la distribuzione a tessuti mirati (target), diminuendola anche negli altri.
I potenziali nanofarmaci potrebbero lavorare con elevata specificità. Due sono i metodi possibili per aumentare la specificità:
- metodo passivo, da utilizzarsi nel caso di tumori: in seguito alla maggior vascolarizzazione delle masse tumorali, si avrebbe una maggior presenza su tessuti bersaglio
- metodo attivi: utilizzo di sonde cui sono legate le molecole dei farmaci[17]

Uno dei principali impatti della nanotecnologia e delle nano-scienze potrebbe essere la guida dello sviluppo di nuove molecole con un miglior comportamento e minori effetti collaterali.

#### Risposta comandata
Altra importante caratteristica/ipotesi è la risposta comandata (in inglese triggered response). I farmaci vengono posizionati all'interno dell'organismo ed agiscono solo alla comparsa di un certo segnale, che funge da attivatore. Ad esempio sono state progettate nanoparticelle in grado di scaldarsi se poste in un campo magnetico ed attaccate a molecole attive come i farmaci. Si inietta questo complesso e quando le nanoparticelle hanno raggiunto l'organo bersaglio, viene attivato un campo magnetico selettivo. In questo modo si ottiene un rilascio locale del farmaco. Altri esempi riguardano i sistemi a controllo endogeno, dove i farmaci sono rilasciati o attivati per differenza di pH o concentrazione di molecole come il glutatione.
Uno studio del Policlinico Sant'Orsola-Malpighi è riuscito a trasformare dei comuni virus innocui per l'uomo in nanobioparticelle tutte uguali, che possono essere usate in medicina, ad esempio per colpire in modo preciso cellule e tessuti tumorali.

### Esempi di metodiche per modificare la biodisponibilità
| Liposomi o nanosomi  | Convenzionali (non stabilizzati) | Convenzionali (non stabilizzati) | Convenzionali (non stabilizzati) |
| Liposomi o nanosomi  | Stabilizzati                     | Non pegilati                     | OptisomaTM                       |
| Liposomi o nanosomi  | Stabilizzati                     | Non pegilati                     | Non-OptisomaTM                   |
| Liposomi o nanosomi  | Stabilizzati                     | Pegilati                         | Microsfere                       |
| Liposomi o nanosomi  | Stabilizzati                     | Pegilati                         | Nanoparticelle                   |
| Coniugati e polimeri | Tipo nanosfere                   | Tipo nanosfere                   | Tipo nanosfere                   |
| Coniugati e polimeri | Tipo nanocapsule                 |                                  |                                  |
| Dendrimeri           |                                  |                                  |                                  |
| SMEDDS               |                                  |                                  |                                  |
| MEMS                 |                                  |                                  |                                  |

#### Liposomi o Nanosomi
I liposomi sono vescicole composte da uno o più strati di un doppio strato lipidico. I farmaci incapsulati in tale doppio strato potrebbero essere protetti dalla degradazione.. Inoltre con l'incapsulamento il volume di distribuzione può essere significativamente ridotto, con aumento dell'effetto terapeutico e diminuzione degli effetti collaterali. Infatti, ad esempio nel caso dei tumori, la discontinuità della superficie endoteliale (tipica delle neoplasie), porta ad un maggior passaggio extravasale dei liposomi.

#### Liposomi non stabilizzati (convenzionali) (CL)
Normalmente sono composti da diversi tipi di grassi, anche se solitamente sono molto ricchi di fosfatidilcolina, oppure di colesterolo.

#### Liposomi stabilizzati (SSL)
Normalmente la stabilizzazione della membrane avviene con la presenza all'esterno del doppio strato di polimeri che normalmente sono o glicol polietilenico (Pegilati), oppure ganglioside GM1. Questi tipi di liposomi normalmente posseggono un maggior tempo di permanenza in circolo

#### Liposomi stabilizzati non pegilati optisomaTM
Ad esempio Optisoma TM ovvero nanoparticelle di sfingomielina. Trattasi di prodotti costituiti da nanoparticelle costituite da sfingomielina e colesterolo, che incapsulano lo specifico chemioterapico. Hanno approssimativamente un diametro di 100 nm. In virtù delle loro dimensioni, sono troppo grandi per attraversare la parete vascolare di vasi normali, mentre possono passare tramite le più permeabili pareti vascolari dei tumori.
Attualmente i liposomi Optisoma TM si utilizzano come carrier per la vincristina, vinorelbine e topotecan. In aggiunta gli optisomi possono prevenire la clearance del farmaco da parte del sistema immunitario.

#### Liposomi stabilizzati non pegilati, non optisomaTM
La Azaya ha prodotto il Protein Stabilized Liposome (PLS TM). ATI-1123 è la formulazione del taxotere con PSLTM.Sempre la Azaya sta studiando un altro liposoma stabilizzato che trasporta il farmaco campotecina, chiamato ATI-1150.

#### Liposomi stabilizzati pegilati: nanoparticelle (o microsfere)
Ad esempio la nanoparticelle TocosolTM, ovvero
emulsione basata sulla vitamina E.

AbraxaneTM (paclitaxel protein-bound particles). ovvero paclitaxel, legato ad albumine che forma nanoparticelle di circa 130 nm di diametro

#### Coniugati e polimeri
I liposomi non sono l'unico mezzo per modificare la distribuzione dei farmaci. Un sistema è quello di legare a gruppi PEG, oppure coniugare il farmaco che si vuole utilizzare con polimero. È il caso del N-(2-hydroxypropyl) methacrylamide (HPMA) che risulta non immunogenico. Altra caratteristica è quello di aumentare la idrosulubilità (importante se il farmaco legato non è idrosolubile)
Le particelle polimeriche possono essere divise in Nanosfere e Nanocapsule

#### Farmaci coniugati con polimeri tipo Nanosfere
Trattasi di una matrice polimerica a guisa di spugna, costituita da uno strato polimerico che racchiude all'interno il farmaco da veicolare.

#### Farmaci coniugati con polimeri tipo Nanocapsule
Trattasi di uno strato formato da polimeri che racchiude al suo interno i farmaci (sul modello dei liposomi).

#### Dendrimeri
Vedi la voce dendrimero, ed anche all'interno dei paragrafi nanoshell ed imprinting molecolare. Per quanto concerne comunque l'utilizzo in chemioterapia sono stati generati dei complessi G5 dendrimeri che usano l'acido folico come agente target (in quanto facilita l'entrata nella cellula tumorale) ed il methotrexate (MTX) come chemioterapico.

#### SMEDDS
Acronimo di self-microemulsifying drug delivery systems. Trattasi quindi di una mistura di olio, surfattante, e cosurafattanti che sono emulsionati in un mezzo acquoso, grazie alla morbida agitazione eseguita spontaneamente dal tratto gastroenterico.

#### Microelectromechanical systems (MEMS)
Trattasi di microdispositivi che possono accumulare il farmaco e lo rilasciano a domanda. Alcuni posseggono un microchip

#### Assorbimento di farmaci all'interno degli organelli intracellulari
Utilizzando ligandi superficiali inseriti in complessi macromolecolari, si possono portare farmaci all'interno della cellula, dirigendoli, ad esempio, verso specifici organelli. Ciò potrebbe essere molto utile nel combattere malattie come la lysosomal storage disease, il tumore, la malattia di Alzheimer

#### Cristalli liquidi
I cristalli allo stato liquido, possono essere utilizzati nella spettroscopia molecolare e la diagnostica per immagini. Possibile anche la'uso in biosensori, evitando il ricorso a marcatori tossici

#### Nanodiamanti
I nanodiamanti sono diamanti che originano quando una mistura di TNT/RDX (3/2) è sottoposta ad una combustione supersonica (5 GPa, 2000 °C). Si formano quindi diamanti di circa 4 nm di diametro. Il professor Dean Ho, il dottor Houjin Huang e il dottor Erik Pierstorff presso la Northwestern University, in collaborazione con il Dr. Eiji Osawa del NanoCarbon Research Institute del Giappone, hanno dimostrato che i nanodiamanti possono trasportare farmaci dentro le cellule, senza produrre gli effetti negativi (infiammazione) che posseggono altri sistemi di distribuzione di farmaci.

#### Idrogel
Gli idrogel sono polimeri tridimensionali che immessi in mezzi acquosi si gonfiano, ma non si dissolvono. Possono essere utilizzati per regolare il rilascio di farmaci. Essi possono modulare il rilascio dei farmaci in risposta a modifiche dell'ambiente, tipo modifiche dell'acidità, temperatura. Si pensa di utilizzarli assieme alla tecnica dell'imprinting molecolare.

### Imprinting molecolare
L'imprinting molecolare è una tecnica per cui un cocktail di monomeri interagiscono con una data molecola. Il complesso è quindi fuso, creando un polimero complementare alla proteina target, sia per forma che per funzionalità. Ciò potrebbe essere utilizzato per controllare il rilascio di farmaci, fornendo imitazioni di sostanze biologiche come anticorpi (plastibody) ed enzimi (plastizymy). Per ora però trattasi di composti che hanno una bassa affinità e selettività. I dendrimeri (vedi oltre) sembrano invece possedere una maggiore selettività, attività e migliore solubilità nelle componenti organiche

#### Nanoparticelle superparamagnetiche
Normalmente si utilizzano nanoparticelle di ossido di ferro. Esse, legate a farmaci, possono essere direzionate ad un organo specifico in virtù dell'applicazione di campi magnetici esterni. Ciò porta a massimizzare l'effetto bersaglio, diminuendo al massimo gli effetti collaterali. Inoltre potrebbero entrare in siti difficilmente raggiungibili (come ad esempio l'orecchio interno).

## Nanoparticelle nella diagnostica per immagini
Usando mezzi di contrasto nanometrici tecniche di diagnostica per immagini, quali ad esempio l'ultrasonografia e la risonanza magnetica nucleare, potrebbero ottenere immagini migliori, grazie ad un maggiore contrasto e a visualizzazioni selettive. 

In particolare, grande attenzione riceve l'ecografia con mezzo di contrasto (CEUS), che utilizza ad esempio le microbolle o nanostrutture di silice, tecnica assai utile in ecografia per la localizzazione di metastasi e neoplasie primarie.

Un'altra possibilità è l'utilizzo di gadolinio legato al rivestimento lipidico di nanoparticelle, che può essere usato per potenziare l'ecografia o la RMN.
Le microbolle incapsulate in lipidi (lipid-encapsulated microbubbles) sono utilizzate, per ora, solamente su modelli animali, nella disostruzione di trombi arteriosi

## Utilizzo di nanoparticelle legati a marker

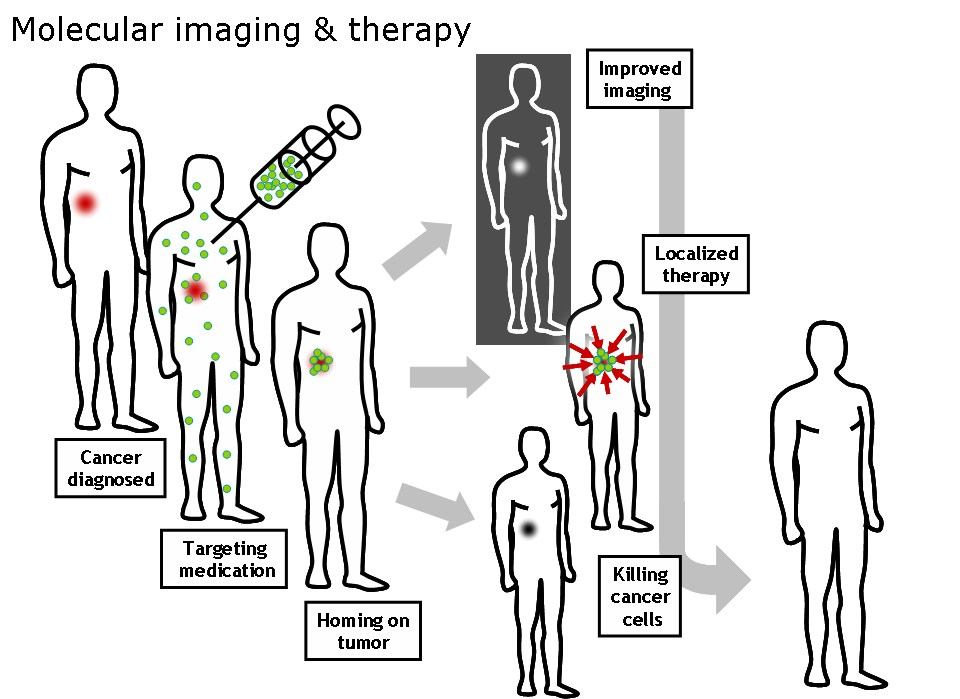
Illustrazione schematica che mostra come le nanoparticelle od altri tipi di farmaci possano essere utilizzati per trattare il cancro.

Si sta studiando la possibilità di legare alcuni markers a vari tipi di nanoparticelle, quali ad esempio nanoshell, dendrimeri, liposomi, marker in grado di riconoscere vari tipi di cellule, come ad esempio quelle tumorali.
I markers potrebbero essere:
- acido folico, presente in tutte le cellule ma in modo prioritario in quelle tumorali
- integrina αvβ3, presente nelle cellule dei vasi tumorali.[44]

### Nanoshell d'oro
Alcuni ricercatori della Rice University, guidati dalla professoressa Jennifer West, hanno dimostrato che l'uso di nanoshell ricoperte d'oro può uccidere le cellule tumorali del topo. Le nanoshell sono gusci metallici di spessore sottilissimo (normalmente pochi nanometri) contenenti un nucleo dielettrico. In virtù di questa struttura, posseggono alcune proprietà particolari sia chimiche che ottiche. Al variare infatti delle dimensioni del guscio e del nucleo, la risonanza ottica di queste particelle può essere variata con precisione in un'ampia gamma, compresa tra gli ultravioletti ed il medio infrarosso. È importante tenere a mente che le lunghezze d'onda vicine all'infrarosso (Near-infrared - NIR), comprese tra 750 e 1400 nm, presentano le frequenze in cui è massima la trasmissività tissutale. In più le nanoshell posseggono anche una scarsa sensibilità alla denaturazione termica e/o chimica. Le nanoshell possono essere marcate per legarsi a cellule cancerogene coniugando anticorpi peptidici sulla superficie della nanoshell. Irradiando l'area del tumore con un laser, che passa attraverso i tessuti senza scaldarli, l'oro viene scaldato a sufficienza per determinare la morte delle cellule cancerose.

### Dendrimeri
Uno scienziato, James Baker dell'Università del Michigan, ritiene di aver scoperto un modo molto efficiente di scoprire le cellule cancerose. Egli si riferisce a molecole chiamate dendrimeri. Queste molecole posseggono centinaia di uncini che permettono l'attaccamento alle cellule. Baker ha quindi attaccato a poche di esse dell'acido folico. Le cellule tumorali hanno più recettori per le vitamine delle cellule normali, cosicché i dendrimeri possono entrare nella cellula. Alla base dei dendrimeri, Baker pone farmaci anticancro che saranno assorbiti quando il dendrimero entrerà nella cellula, guidando quindi il farmaco al tumore e non altrove (Bullis 2006).
Nella terapia fotodinamica, un dispositivo è posto all'interno del corpo ed illuminato con la luce dall'esterno La luce viene assorbita dalla particella e se la particella è in metallo l'energia della luce scalderà la particella ed il tessuto circostante. La luce può anche essere usata per produrre molecole di ossigeno ad alta energia che possono reagire chimicamente la maggior parte di molecole organiche che si trovino vicino a loro (come i tumori). Questa terapia è attraente per molte ragioni. Essa non lascia una scia tossica di molecole reattive all'interno del corpo (come la chemioterapia), però è diretta solo dove la luce è in funzione e se esistono le particelle. La terapia fotodinamica ha il potenziale per procedure non invasive di trattamento di malattie, tra cui i tumori.

### Nanosensori
I nanosensori, ovvero sensori chimici o biologici che convogliano informazione a livello molecolare, non sono ancora stati sintetizzati, però esistono importanti speculazione sulla loro utilità.
Ad esempio potendo notare variazioni di volume o concentrazione o spostamento e forze gravitazionali o elettriche o magnetiche o pressiorie o termiche delle cellule i nanosensori potrebbero riconoscere le cellule tra loro, evidenziando in particolare quelle cancerose.. L'uso, in medicina, potrebbe essere anche opposto, ovvero comunicare microvariazioni che avvengano all'esterno del corpo e comunicarli ad altri manufatti nanometrici introdotti dentro il corpo stesso.

### Nanoparticelle di cadmio selenide (punto quantico)
Le nanoparticelle di cadmio selenide (punto quantico, in inglese quantum dot) si illuminano se esposte alla luce ultra-violetta. Quando iniettate, filtrano intorno al tumore. Il chirurgo può quindi vedere il tumore risplendere ed usare la brillanza come guida per una rimozione più accurata.
Un sensore costituito da migliaia di nano-fibre, in grado di rilevare le proteine ed altri bio-marcatori rilasciati da cellule tumorali, potrebbe consentire l'individuazione e la diagnosi precoci di cancro da alcune gocce di sangue del paziente.
I coloranti vengono usati spesso in medicina, ad esempio per colorare le cellule. I limiti sono i seguenti:
- per ogni colore si devono utilizzare coloranti diversi
- si devono usare laser differenti per permettere ad ogni colore di emettere fluorescenza
- i colori tendono a mischiarsi e a scolorarsi facilmente

I "quantum dots" sono nanocristalli che misurano solo alcuni nanometri (ovvero il volume di una proteina), hanno la proprietà di emettere fluorescenza in quasi tutti i colori; potrebbero essere utilizzati come sonde per evidenziare determinate reazioni nelle cellule in quanto rilevano quantità minime di una data molecola. Sono disponibili in una quasi illimitata tavolozza di colori che possono essere personalizzati, modificando la dimensione delle particelle o la composizione. Esse possono essere forzate alla fluorescenza con luce bianca, possono essere legate a biomolecole a formare sonde lunghe e sensibili ad identificare composti specifici, migliaia di volte più sensibili dei coloranti convenzionali... e possono seguire le tracce di eventi biologici tramite il legame di ogni componente biologico (ad esempio proteine o sequenze di DNA) con nanodots di colori differenti.

I dots possono essere uniti a molecole per formare sonde, che agiscano come riconoscitori di molecole. Ad esempio potrebbero essere usati per monitorare la cinetica, la distribuzione, ed il metabolismo dei farmaci è importante. Un metodo per ottenere ciò sono i coloranti.
Alcune ditte ritengono che i quantum dots potranno fornire un semplice ed economico mezzo per effettuare lo screening per molti virus su un semplice campione di sangue.
Alcuni ricercatori hanno costruito un'endonuclease foto-inducibile.
Si potrebbero anche costruire sensori che misurino direttamente la glicemia, in modo molto più semplice (ed in tempo reale) di quelli attuali.
Potrebbe anche essere utilizzato il DNA come esca per costruire circuiti integrati CMOS, integrandola con una manufatto nanomolecolare con funzione di sensore.
L'uso dei punti quantici per via interna in alcuni studi ha evidenziato pericoli di tossicità.

## Neurobionica
Le interfacce neuroelettroniche sono un'applicazione “visionaria” in accordo con la costruzione di nanodevices, che potrebbe permettere ai computer di connettersi con il Sistema Nervoso Centrale. Questa idea richiede la costruzione di una struttura molecolare che permetta la ricezione, il controllo o la modifica degli impulsi nervosi da un computer esterno. Il computer dovrebbe essere capace di interpretare, registrare e rispondere ai segnali che il corpo emette quando percepisce sensazioni. La domanda di tali strutture è enorme perché molte malattie che coinvolgono il sistema nervoso centrale quali Sclerosi laterale amiotrofica, sclerosi multipla, oppure infortuni e incidenti che possano alterare il sistema nervoso con conseguenti disfunzioni quali la paraplegia e la tetraplegia.
Si potrebbero pensare anche sistemi che servano ad aumentare le prestazioni, dotando quindi l'organismi di sensori che normalmente non possediamo (ad esempio visione di frequenze cui normalmente non siamo sensibili). Due considerazioni vanno fatte quando si seleziona la fonte di energia per tali applicazioni. Ci sono strategie capaci di rifornimento e non capaci di rifornimento. Una strategia capace di rifornimento implica che l'energia è rifornita continuamente o periodicamente con sorgenti esterne acustiche, chimiche, o elettriche. Una strategia non capace di rifornimento implica che tutta l'energia è estratta da un accumulo interno che si interrompe quando tutta l'energia finisce.

Una limitazione è la possibile interferenza elettrica. Campi elettrici, impulsi elettromagnetici posso causare interferenza. Inoltre, sono necessari spessi isolanti per evitare perdite di elettroni e, in caso di elevata conduttività del mezzo vivente, il rischio di improvvisa perdita di potenza e di cortocircuito. Infine sono necessarie reti "pesanti" per connettere quantità importanti senza subire un surriscaldamento. Questi tipi di rete sono ovviamente di difficilissima costruzione in quanto devono essere posizionate precisamente nel sistema nervoso in modo da monitorare e poter rispondere aisegnali nervosi. Le strutture che effettuano l'interfazio SNC/computer devono anche essere compatibili con il sistema immunitario.Mentre il potenziale di queste strutture è incredibile, trattasi, per ora, di sole speculazioni.

Queste considerazioni aprono una profonda discussione al significato, la portata, l'etica, di tutto ciò che è l'applicazione all'uomo per aumentare le performance, ovvero il Transumanesimo. Peraltro questi tipi di intervento sull'essere umano avvicinano 2 campi tradizionalmente separati: ovvero tra materiale ed immateriale, tra vivente e macchina.

## Fullereni

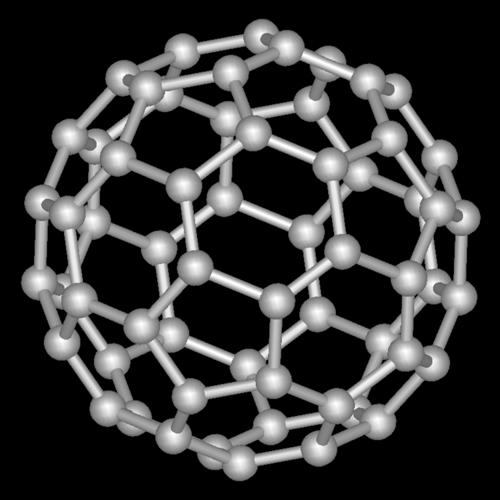
Fullerene a 60 atomi di carbonio.

I fullereni, composti chimici scoperti negli anni '80, sono molecole a forma di pallone da calcio, composti da atomi di carbonio. In vivo hanno un'attività tossica sui batteri
Alcuni autori hanno evidenziato, al contrario, un'attività protettiva sui neuroni, e in particolare un'attività di riduzione del danno assonale su topi con sclerosi multipla.

## Bioactive sol-gel foams utilizzate per la rigenerazione cellulare
Sono state prodotte schiume sol-gel che possano fungere da struttura portante per la rigenerazione di un tessuto, inclusa la rigenerazione del sistema circolatorio del tessuto stesso.
Si tratterebbe in pratica di isolare cellule sane e farle sviluppare su una matrice composta da biomateriali degradabili.

## Complessi proteici
Attualmente si sta spostando molto interesse della medicina sui complessi proteici. In effetti nel metabolismo della cellula, questi complessi hanno un'importanza fondamentale. Pensiamo ad esempio alle proteine che compongono i pori cellulari o nucleari (composti appunto da una trentina di molecole diverse per un totale di 600 circa proteine). Pare infatti che l'interazione tra proteine a formare complessi sia più spiccata di quanto pensato finora. Qualche autore parla anche di rete gigante di complessi proteici coerente In quest'ottica la nanoscopia sta divenendo una nuova frontiera

## Assemblatori molecolari
La nanotecnologia molecolare è un sottocampo speculativo che si interessa della possibilità di progettare assemblatori molecolari, ovvero macchine che possano ristrutturare un qualcosa a livello molecolare.

Sempre in quest'ipotesi gli assemblatori nanomolecolari, potrebbero entrare all'interno delle cellule e modificare molecole danneggiate e ricostruirne di nuove.
La nanotecnologia molecolare è altamente teoretica, attualmente l'idea di assemblatori molecolari e di nanorobots sono ben al di là delle attuali capacità.

L'idea delle combinazioni tra molecole organiche ed inorganiche genera una certa ansia. Le nanotecnologie infatti combinando materiale organico ed inorganico intervengono sul metabolismo cellulare. Si potrebbe quindi alterare organismi viventi attraverso la modifica del DNA, creando macchine molecolari, ovvero macchine che sintetizzino una grande varietà di macromolecole, penetrando ed integrandosi nelle cellule viventi

## Potenziamento umano
La nanotecnologia è uno degli strumenti principali che gli studiosi del cosiddetto potenziamento umano stanno prendendo in considerazione.
La strada del potenziamento umano tenderà sempre più a cancellare la differenza tra potenziamento del soggetto sano e terapia del soggetto malato.

## Utilizzi politico-sociali
La stessa tecnologia potrebbe essere utilizzata per fabbricare nanosensori, nanomicrofoni, nanocamere, con l'intento di controllare le persone. Alcuni nanochip potrebbero essere utilizzati per modificare le risposte comportamentali con un chiaro effetto di controllo della personalità.

## Nanobrevetti
La nanotecnologia sta seguendo i passi delle altre scienze con un aumento esponenziale dei numeri di brevetti:
- Yang Mengjun, ha ottenuto più di 900 brevetti su formulazioni nanotecnologiche di erbe utilizzate nella medicina tradizionale cinese.
- Charles Liebner, dell'Università di Harvard, ha ottenuto il brevetto per nanosbarre di ossido composti da metalli: allo stato attuale i brevetti relativi sono almeno 33.[64]

## Tossicità nanomateriali
Esistono molte visioni diverse sulla tossicità dei nanomateriali. A tutt'oggi la tossicità dei nanomateriali è ancora oggetto di studio, ma esistono molti punti di preoccupazione riguardo ai possibili danni alla salute.

### Assorbimento
- Per inalazione

l'assorbimento tramite inalazione e ovviamente ammesso e tramite gli alveoli le nanoparticelle possono raggiungere il circolo
- Tramite ingestione.

Questa via è ammessa come probabile, anche se gli studi non sono ancora esaustivi.
- Transdermica.

Non è ancora certa la possibilità di assorbimento transdermico.

### Effetto tossico
Il dott. Chiu-Wing Lam del Wyle Laboratories, Houston, nel 2003 sostenne che componenti inoffensivi di dimensioni micrometriche, possono essere tossici a scala nanometrica. Inoltre:
- Le nanoparticelle si possono depositare a livello del polmone creando un effetto infiammatorio in loco
- Esistono pochi rapporti che segnalano un deposito di nanoparticelle intracerebrale per via del nervo olfattivo
- Esistono report che suggeriscono che le nanoparticelle possano entrare nel tessuto cerebrale ed alterarne la trasmissione[66]
- Pare che l'esposizione di nanoparticelle su pelle intatta possa entrare nel circolo ematico
- È stato dimostrato un assorbimento gastroenterico
- Sono stati segnalati nei ratti tumori polmonari secondari all'esposizione[67].

Sono già state identificate nanoparticelle, ingegnerizzate o risultato casuale di combustioni ad alta temperatura, all'interno di tessuti patologici umani ed animali. Le patologie erano in genere cancerose di tessuti molli o del sangue, ma si sono registrati anche casi di sindromi del Golfo o dei Balcani e patologie misteriose. Il libro Nanopathology: the health impact of nanoparticles pubblicato da Pan Stanford, Singapore illustra i casi di nanocontaminazioni.

## Visione d'insieme
La nanomedicina ha fondamentalmente tre campi d'interesse:
- l'ottimizzazione delle tecnologie già esistenti in campo medico
- lo sviluppo di nuovi sistemi per la diagnostica in vivo e la somministrazione mirata di farmaci
- l'aumento delle competenze per produrre nuovi materiali più affidabili, efficaci ed a costi inferiori

Con la nanomedicina si potrebbe arrivare ad avere strumenti di analisi della salute o della malattia e della sua progressione, direttamente in vivo. Si potrebbero anche utilizzare tali sensori per analisi intracellulari.
Le nanotecnologie potrebbero essere utilizzate per produrre nuovi tessuti od anche supporti per la rigenerazione cellulare, ad esempio in organi deteriorati.
Al di là di questo panorama così futuribile ed ottimista, esistono alcuni motivi di prudenza:
- non si conoscono ancora a sufficienza gli effetti in vivo delle nanostrutture
- il nanoparticolato sta dimostrando un effetto tossico importante.
- i sistemi molecolari utilizzati come carrier per altri farmaci potrebbero avere un importante effetto tossico. Ad esempio le buckball, se si aggregano, possono penetrare nel terreno e, legandosi ai pesticidi, veicolarli nell'organismo di animali, quali i vermi, penetrando quindi nella catena alimentare.
- nanopovertà: se la nanomedicina dovesse espandersi notevolmente probabilmente si produrrebbe un nano-divide tra paesi poveri e ricchi; e all'interno della popolazione degli stessi paesi ricchi.
- ulteriore spostamento di interesse economico per la ricerca su malattie che colpiscono l'occidente, con una scarsità perdurante di ricerca sulle cosiddette malattie dimenticate (ovvero lebbra, malaria, tubercolosi, malattia del sonno, malattia di Chagas...)
- combinazione tra molecole organiche ed inorganiche.